# Dia da Liberdade Fiscal

Nos EUA, a carga fiscal aumentou no século XX, mas diminuiu no século XXI.

O Dia da Liberdade Fiscal é um conceito desenvolvido e registrado pelo empresário americano Dallas Hostetler, que visa calcular o primeiro dia do ano em que uma nação como um todo teoricamente auferiu renda suficiente para pagar seus impostos. Cada dólar que é oficialmente considerado renda pelo governo é contado, e cada pagamento ao governo que é oficialmente considerado um imposto é contado. Impostos em todos os níveis de governo — local, estadual e federal — estão incluídos.

## História e metodologia
O conceito do Dia da Liberdade Fiscal foi desenvolvido em 1948 pelo empresário da Flórida Dallas Hostetler, que registrou a frase "Dia da Liberdade Fiscal" e a calculou a cada ano nas duas décadas seguintes.  Em 1971, Hostetler aposentou-se e transferiu a marca registrada para a Tax Foundation.

## Estados Unidos
Nos Estados Unidos, o "Dia da Liberdade Fiscal" é calculado anualmente pela Tax Foundation, um think tank sediado em Washington, D.C. Os resultados são os seguintes:
| Ano  | Dia da Liberdade Fiscal | Carga fiscal |
| ---- | ----------------------- | ------------ |
| 1900 | janeiro 22              | 5.9%         |
| 1910 | janeiro 19              | 5.0%         |
| 1920 | fevereiro 13            | 12.0%        |
| 1930 | fevereiro 12            | 11.7%        |
| 1940 | março 7                 | 17.9%        |
| 1950 | março 31                | 24.6%        |
| 1960 | abril 11                | 27.7%        |
| 1970 | abril 19                | 29.6%        |
| 1980 | abril 21                | 30.4%        |
| 1990 | abril 21                | 30.4%        |
| 2000 | maio 1                  | 33.0%        |
| 2010 | abril 9                 | 26.9%        |
| 2011 | abril 12                | 27.7%        |
| 2012 | abril 13                | 29.2%        |
| 2013 | abril 18                | 29.4%        |
| 2014 | abril 21                | 30.2%        |
| 2015 | abril 24                | 31.2%        |
| 2016 | abril 22                | 30.9%        |
| 2017 | abril 23                | 30.9%        |
| 2018 | abril 19                | 29.7%        |
| 2019 | abril 16                | 29.0%        |

## Ao redor do mundo
Muitas outras empresas e organizações em países do mundo todo agora produzem suas próprias análises do "Dia da Liberdade Fiscal". De acordo com a Tax Foundation, os relatórios do Dia da Liberdade Fiscal estão sendo publicados atualmente em oito países. No entanto, devido às diferentes maneiras pelas quais as nações coletam e categorizam dados de finanças públicas, os Dias da Liberdade Fiscal não são necessariamente comparáveis diretamente de um país para outro.
| País                 | Dia do ano | % carga | Data do ano | Atualizado em | Fonte                                                                    | Ref.          |
| -------------------- | ---------- | ------- | ----------- | ------------- | ------------------------------------------------------------------------ | ------------- |
| Suíça                | 121        | 33%     | maio 1      | 2015          | Deloitte                                                                 | [ 4 ]         |
| Índia                | 74         | 20%     | março 14    | 2000          | Centre for Civil Society                                                 | [ 5 ]         |
| Austrália            | 110        | 29%     | abril 20    | 2024          | Centre for Independent Studies                                           | [ 6 ] [ 7 ]   |
| Estados Unidos       | 114        | 31%     | abril 24    | 2015          | Tax Foundation                                                           | [ 8 ]         |
| Estônia              | 114        | 31%     | abril 24    | 2007          | Eesti Maksumaksjate Liit (Estonian Taxpayers Association)                | [ 9 ]         |
| Lituânia             | 128        | 35%     | maio 15     | 2015          | Lithuanian Free Market Institute                                         | [ 10 ]        |
| Espanha              | 181        | 50%     | junho 30    | 2016          | Foundation for the Advancement of Liberty and Spanish Taxpayers' Union   | [ 11 ]        |
| Uruguai              | 133        | 39%     | maio 13     | 2010          | CPA Ferrere                                                              | [ 12 ]        |
| Ungria               | 140        | 38%*    | maio 20     | 2008          | Hungarian Central Statistic Institute                                    | [ 13 ]        |
| Nova Zelândia        | 127        | 35%*    | maio 7      | 2018          | Staples Rodway                                                           | [ 14 ] [ 15 ] |
| África do Sul        | 141        | 39%     | maio 22     | 2014          | Free Market Foundation                                                   | [ 16 ]        |
| Bulgária             | 124        | 36%     | maio 4      | 2018          | Radio Bulgaria                                                           | [ 17 ]        |
| Reino Unido          | 161        | 41%     | junho 10    | 2024          | Adam Smith Institute                                                     | [ 18 ] [ 19 ] |
| Brasil               | 153        | 41%     | maio 31     | 2014          | Instituto Brasileiro de Planejamento Tributario                          | [ 20 ]        |
| Eslováquia           | 155        | 42%     | junho 5     | 2017          | Nadácia F.A.Hayeka                                                       | [ 21 ]        |
| Canadá               | 164        | 45%     | junho 14    | 2019          | Fraser Institute                                                         | [ 22 ]        |
| Belarus              | 135        | 37%     | maio 15     | 2016          | The Public Association «Discussion and Analytical Society Liberal Club»  | [ 23 ]        |
| Croácia              | 161        | 44%     | junho 10    | 2010          | Adriatic Institute for Public Policy                                     | [ 24 ]        |
| República Checa      | 162        | 44%     | junho 6     | 2024          | Liberální institut                                                       | [ 25 ]        |
| Eslovênia            | 164        | 37%     | junho 13    | 2015          | Svetilnik                                                                | [ 26 ]        |
| Bélgica              | 218        | 54%     | agosto 6    | 2018          | Institut économique Molinari (IEM)                                       | [ 27 ]        |
| Grécia               | 169        | 46%     | junho 19    | 2012          | Φορολογικό Παρατηρητήριο, Κέντρο Φιλελεύθερων Μελετών – Μάρκος Δραγούμης | [ 28 ]        |
| Polônia              | 156        | 43%     | junho 6     | 2018          | Centrum im. Adama Smitha                                                 | [ 29 ]        |
| Alemanha             | 192        | 52%     | julho 11    | 2015          | Bund der Steuerzahler                                                    | [ 30 ]        |
| Israel               | 197        | 54%     | julho 14    | 2013          | Jerusalem Institute for Market Studies                                   | [ 31 ]        |
| Turquia              | 194        | 53%     | julho 14    | 2012          | Liberal Democratic Party                                                 | [ 32 ]        |
| Noruega              | 210        | 57%     | julho 29    | 2007          | Skattebetalerforeningen                                                  | [ 33 ]        |
| França               | 208        | 57%     | julho 27    | 2018          | Institut économique Molinari (IEM)                                       | [ 34 ]        |
| Bósnia e Herzegovina | 161        | 44%     | junho 10    | 2017          | Centre for Policy and Governance «Centar za politike i upravljanje»      | [ 35 ]        |
| Áustria              | 216        | 59%     | agosto 5    | 2019          | Austrian Economics Center                                                | [ 36 ]        |
| Itália               | 153        | 42%     | junho 2     | 2018          | CGIA                                                                     | [ 37 ]        |
| México               | 177        | 48.6%   | junho 25    | 2024          | Caminos de la Libertad                                                   | [ 38 ]        |